# Contrastes de formes
Pour les articles homonymes, voir Contraste (homonymie).
Contrastes de formes est un tableau réalisé par Fernand Léger en 1913. Cette huile sur toile cubiste est conservée au musée national d'Art moderne, à Paris.

## Expositions
- Le Cubisme, Centre national d'art et de culture Georges-Pompidou, Paris, 2018-2019.